# Esquadrão Atari
Esquadrão Atari (Atari Force no original) foram duas séries de quadrinhos publicadas pela DC Comics, de 1982 a 1986. Ambas foram extremamente baseadas em marcas comerciais da Atari, Inc.

## Histórico
O Esquadrão Atari teve 2 versões; a primeira era de revistas em formatinho distribuídas como brindes nos cartuchos dos jogos para Atari 2600: Defender, Berzerk, Star Raiders, Phoenix, e Galaxian.
Uma inserção especial do Esquadrão Atari apareceu na capa de duas histórias em quadrinhos de janeiro de 1983 e serviu como uma prequela para a série em andamento lançada um ano depois. A inserção foi a história publicada anteriormente no minigibi Phoenix, mas o título da história foi alterado para "Code Name: Liberator" e o nome do navio em destaque tornou-se Liberator. Além disso, a arte dos alienígenas os mostrava mais parecidos com sapos. A Atari lançou um jogo de arcade Liberator com o comandante Martin Champion e o nome Esquadrão Atari.
Em 1983, a DC Comics publicou uma graphic novel baseada em Star Raiders que se ligava aos mini-gibis. Foi o primeiro título da série DC Graphic Novel. Foi escrito por Elliot S! Maggin e ilustrada por José Luis García-López. A  graphic novel tinha um formato maior do que as revistas quadrinhos tradiconais e alcançou um mercado muito maior (por meio de lojas especializadas em quadrinhos) do que o pequeno subconjunto de pessoas que compraram os cartuchos do Atari 2600.
A segunda série (janeiro de 1984 - agosto de 1985) foi lançada mensalmente, no formato comic book (17 x 26 cm), e durou 20 edições. Gerry Conway voltou como roteirista, enquanto José Luis García-López se tornou o principal desenhista. No entanto, o artista conceitual da série original, Ross Andru, desenhou as edições #4–5. Na edição nº 13, Eduardo Barreto assumiu a função de desenhista e, na edição nº 14, Mike Baron tornou-se o escritor regular até a edição final, nº 20. As edições 12 a 20 também apresentavam histórias de backup de diferentes escritores e artistas. Em 1986, uma edição "Special" foi lançada com o trabalho de diferentes criadores, alguns dos quais haviam feito histórias de backup para o volume 2. A história de backup da edição nº 20, "Hukka vs. the Bob!" por Keith Giffen, Robert Loren Fleming e Karl Kesel, foi reimpresso no formatinho Best of DC # 71, contendo as melhores histórias em quadrinhos do ano, em abril de 1986, e foi votado como uma das melhores histórias em quadrinhos do ano em revista Comics Buyers Guide, entre outros.
Em Julho de 2015, a Dynamite Entertainment anunciou que adquiriu a licença para republicar os quadrinhos e criar uma nova série, além de Esquadrão Atari, também obteve autorização das franquias: Asteroids, Centipede, Crystal Castles, Missile Command, Tempest, Yar’s Revenge, entre outros. A reimpressão da série Esquadrão Atari foi anunciada para o ano de 2017, mas nunca se materializou.

#### No Brasil
A Editora Abril publicou a segunda série no grupo nos títulos em Heróis em Ação e Superamigos, (ambas as revistas em formatinho).

## Biografia
O Esquadrão Atari original era uma equipe de humanos de diferentes nações usando a nave estelar multidimensional Scanner One para procurar um novo planeta para a humanidade habitar enquanto a Terra enfrentava a devastação ecológica. A equipe foi escolhida a dedo pela A.T.A.R.I. (Advanced Technology and Research Institute ou Instituto de Tecnologia e Pesquisa Avançada), e consistia em Martin Champion como comandante da missão, Lydia Perez como piloto e oficial executiva, Li-San O'Rourke como oficial de segurança, Mohandas Singh como engenheiro de vôo e Dr. Lucas Orion como oficial médico. Uma criatura alienígena semi-senciente, chamada Hukka por causa do barulho que fazia, mais tarde se juntou como mascote do time.
A segunda equipe, formada aproximadamente 25 anos após a primeira, também era comandada por Martin Champion. Ele estava convencido de que o inimigo da equipe original, o Dark Destroyer, ainda existia. Embora ele estivesse correto, a maior parte do resto da humanidade não acreditou, mas o agradou devido ao seu status heróico ao liderar com sucesso a Esquadrão Atari original para encontrar a Nova Terra. Outros membros da equipe incluíam Christopher "Tempest" Champion, filho de Martin Champion e Lydia Perez; Erin "Dart" Bia O'Rourke-Singh, filha de Mohandas Singh e Li-San O'Rourke; hukka; Morphea, um insetóide empático; Babe, uma criança alienígena de imenso tamanho e força; e Pakrat, um ladrão de roedores humanoides. Adições posteriores à equipe foram Blackjak, o amante humano de Dart; Taz, um pequeno guerreiro alienígena; e Kargg, o ex-subordinado chefe do Dark Destroyer.

### Universo DC
Shazam menciona que salvou o Esquadrão Atari a derrubar o Game Master em Gamelands em Shazam! Vol #14 (novembro de 2020).